# Johnny Ramone
John William Cummings, lépe známý jako Johnny Ramone, (* 8. října 1948 – † 15. září 2004) byl kytaristou americké punkové skupiny Ramones. Spolu s Joey Ramonem byl Johnny jediným členem, který v kapele působil po celou dobu její existence. V roce 2003 byl časopisem Rolling Stone vyhlášen 16. nejvýznamnějším kytaristou všech dob.

## Biografie
John William Cummings se narodil v Queensu v New Yorku 8. října 1948 jako jediné dítě Estelle, servírky polského a ukrajinského původu, a Francise Williama Cummingsa, stavebního dělníka (paromontéra) irského původu. Vyrůstal ve čtvrti Forest Hills v Queensu, kde nasál rockovou hudbu.
Jako teenager hrál Johnny ve skupině Tangerine Puppets, kde se setkal s pozdějším bubeníkem Ramones Tamásem Erdélyiem (Tommy Ramone). Později se stal greaserem a velkým fanouškem skupin jako the Stooges a MC5. Ramones spolu s Joey Ramonem (Jeffry Hyman) a Dee Dee Ramonem (Douglas Colvin) založil v roce 1974 skupinu The Ramones. V létě téhož roku se k nim přidal bubeník Tommy Ramone.

Johnny se stal zdrojem napětí v kapele poté, co přebral Joeymu jeho dívku Lindu, s kterou se později oženil. Podle dokumentu End of the Century: The Story of the Ramones o tom později Joey napsal písničku The KKK Took My Baby Away (album Pleasant Dreams). Velmi rozdílní byli i ve svých politických postojích, zatím co Joey byl liberál, Johnny byl konzervativec. Joey a Johnny se nikdy doopravdy neusmířili, Johnny dokonce odmítl Joeymu zavolat do nemocnice, kde Joey umíral na rakovinu. Podle Johnnyho by takové setkání bylo marné.
V srpnu 1983 se Johnny dostal do rvačky se Sethem Macklinem z kapely Sub Zero Construction, nedaleko jeho bydliště East New Village. Johnny byl zkopán do hlavy, utrpěl těžká zranění a musel podstoupit operaci mozku. Po návratu na pódia nosil baseballovou čepici, dokud mu vlasy nenarostly zpět. Na jeho počest další album Ramones dostalo název Too Tough to Die (Příliš tvrdý na to, aby zemřel).
Johnny umírá 15. září 2004 v Los Angeles ve svém domě po pětiletém boji s rakovinou prostaty. V Hollywood Forever Cemetery mu byl postaven pomník, nedaleko hrobu jeho dlouholetého spoluhráče Dee Deeho.

## Politické názory
Své (pro punkovou komunitu velmi netypické) konzervativní politické názory Johny nejvýrazněji prezentoval v roce 2002 při přijímání Ramones do Rock'n'Rollové síně slávy, kdy během děkování řekl větu: "God bless President Bush, and God bless America" ("Bůh žehnej prezidentu Bushovi, Bůh žehnej Americe").

Když byl v jednom rozhovoru tázán na své konzervativní názory, odpověděl: "I think Ronald Reagan was the best President of my lifetime." ("Myslím si, že Ronald Reagan byl nejlepším prezidentem v mém životě."). To se projevilo v polovině osmdesátých let, kdy skupina ve Velké Británii vydala singl Bonzo Goes to Bitburg/Go Home Ann (1986), ale Johnny prosadil v USA přejmenování na My Brain Is Hanging Upside Down (Bonzo Goes To Bitburg), protože se mu zdálo, že původní název uráží Ronald Reagana.

## Kytarová technika
Johnny byl znám svou jednoduchou, energickou kytarovou technikou. Často používal barré akordy, dvojhmaty a trojhmaty (power chordy). Johnny byl výlučně doprovodným kytaristou, jak je patrné z živých nahrávek. Ačkoliv Johnny nebyl fanouškem dlouhých kytarových sól, několik jich na studiových nahrávkách nahrál (např. Time Has Come Today, Now I Wanna Sniff Some Glue, California Sun a další). Většinu sólových partů na nahrávkách nahráli: Tommy Ramone, Ed Stasium, Daniel Rey, Walter Lure a další.

## Diskografie
Alba Ramones: Diskografie Ramones.
Johny se objevil i v několika filmech a dokumentech, např. spolu s Ramones ve filmu Rock'n'Roll High School a v jedné epizodé seriálu Simpsonovi (Medvídek, 1993).